# Замінник
Замінник (в кіно) — людина, яка «стоїть замість» актора або замінює його в кадрі перед початком зйомки — для установки світла, перевірки дистанцій, звуку тощо.
Роль замінника дуже важлива на початкових стадіях кінозйомки, оскільки встановлення світла часто буває дуже повільним та виснажливим процесом. У той час, як актор готує себе до зйомки в спеціально відведеному для нього місці, замінник за завданням режисера та операторів робить усе необхідне: проходить наміченими шляхами, виголошує текст ролі тощо Хороший замінник помітно прискорює процес зйомок, що робить його важливим членом кіногрупи.
Якщо замінник відібраний за принципом зовнішньої схожості з актором, його можуть використовувати також як дублера тіла при зйомках зі спини або на великій відстані (не плутати з дублером-каскадером).